# Los desposorios de la Virgen (El Greco)
Los Desposorios de la Virgen es una pintura perteneciente a la época tardía del Greco, que no hay que confundir con una pintura del mismo tema, destinada al Santuario de Nuestra Señora de la Caridad (Illescas), y que actualmente está desaparecida. La pintura desaparecida del retablo de Illescas, y la ahora existente en Museo Nacional de Arte de Rumanía no pueden ser las mismas, porqué ni sus medidas ni su estilo guardan una relación lógica.

## Temática de la obra
En los dos inventarios realizados por Jorge Manuel Theotocópuli después de la muerte de su padre, constan dos telas con esta temática. A pesar de que la pintura actualmente existente fue recortada en fecha moderna, sus medidas no coinciden con las de las dos pinturas inventariadas. Harold Wethey dio a esta obra el número 96 en su Catálogo Comentado de obras del Greco.
Los Esponsales o los Desposorios de la Virgen María con José de Nazaret es un episodio que no consta en los Evangelios canónicos, pero sí en algunos Evangelios apócrifos y en la La leyenda dorada de Santiago de la Vorágine.

## Análisis de la obra
No está firmada. Anteriormente había medido 150 x 110 cm., pero fue cortado en su parte inferior, antes de 1862. 
Según José Gudiol, esta pintura podría ser el estudio preparatorio para el cuadro desaparecido del Santuario de Nuestra Señora de la Caridad (Illescas), o bien una réplica de este lienzo. A pesar de que se trata de una obra inacabada, Gudiol la considera como la summa de las audacias del Greco, por la técnica utilizada. 
La composición es estrictamente simétrica. El sacerdote está en el centro, San José y otros dos hombres están a la derecha, mientras la Virgen y otras dos mujeres están a la izquierda. El personaje situado entre el sacerdote y San José es probablemente un autorretrato del Greco. Todos los personajes están representados en Isocefalia, y ejecutados con gran maestría, por lo que esta obra no desdice del estilo final del maestro.

## Copias
H.E.Wethey menciona una copia moderna:
- Barcelona; Colección privada; Óleo sobre lienzo; 57 x 42 cm.[3]

## Procedencia
- Condesa de Quinto (venta en París, año 1862, cuando el cuadro fue medido en 15 x 80 cm.)
- Alphonse Oudry (segunda venta en París, 1869)
- Palacio Real del Castillo Peleș Sinaia, Rumania.
- Museo Nacional de Arte de Rumanía[1]